# Edward Seward
Edward Montrell Seward (* 20. Oktober 1978 in Chesapeake, Virginia) ist ein ehemaliger US-amerikanischer Basketballspieler, der ab 2004 in Deutschland spielte.

## Laufbahn
Seward, der bahamaische Wurzeln hat, spielte von 2000 bis 2002 an der Norfolk State University im US-Bundesstaat Virginia. In 54 Einsätzen kam er auf Mittelwerte von 3,2 Punkten und 3,7 Rebounds je Begegnung. Nach seinem Studienende 2002 verdiente Seward zunächst für zwei Jahre als Schiffbauer auf einer Werft der US-Marine sein Geld.
2004 wechselte er in die 2. Regionalliga nach Deutschland zum Aschersleben Tigers BC. Er trug in der Saison 2004/05 im Schnitt 19,3 Punkte zum Gewinn des Meistertitels in der 2. Regionalliga Nordost bei. Auch in der 1. Regionalliga bildete er in Aschersleben ein starkes Gespann mit seinem Landsmann Omarr Smith. 2005/06 und 2006/07 wurden Seward und Smith mit der Mannschaft jeweils Vizemeister der 1. Regionalliga Nord.
Nach drei Spielzeiten in Aschersleben wechselte er in die zweithöchste deutsche Spielklasse, die 2. Bundesliga ProA zum ehemaligen Erstligisten in BG Karlsruhe. Wie zu seinen beiden Spielzeiten im College bei den Spartans an der State University in Norfolk, die in der ersten NCAA-Division spielen, kam Seward bei der BG zumeist als Einwechselspieler von der Bank. Nach einer Spielzeit wechselte er 2008 zum Ligakonkurrenten Cuxhaven BasCats. Hier verdoppelte sich seine Einsatzzeit beinahe und sein Durchschnitt pro Spiel an erzielten Punkten (11,3) und erreichten Rebounds (10,6) lag im zweistelligen Bereich. Nach einer Saison wurde er 2009 vom BBC Bayreuth verpflichtet, bei dem sich seine Spielanteile geringfügig verringerten. Mit Bayreuth schaffte er 2010 den Aufstieg in die erste Basketball-Bundesliga, der der Vorgängerverein und Meister von 1989 Steiner Bayreuth bereits in den 80er und 90er angehört hatte. Seward zog jedoch weiter und wurde vom Erstligisten Phoenix Hagen unter Vertrag genommen. Dort verlängerte er im April 2011 seinen Vertrag um zwei weitere Jahre bis 2013. Jedoch wurde er in der Saison 2012/13 nicht berücksichtigt und spielte dann bei dem Kooperationspartner BG Hagen in der 1. Regionalliga. Zur Saison 2013/14 wechselte Seward zum Zweitliga-Aufsteiger BBC Magdeburg. Zur Saison 2014/15 kehrte er nach Cuxhaven zurück.
2016 zog sich Seward aus dem Profibereich zurück, blieb aber in Deutschland. Im Spieljahr 2016/17 stand er für den Regionalligisten Weser Baskets Bremen auf dem Feld. Mit 15,9 Punkten je Begegnung war er bester Korbschütze der Bremer, mit denen er aber aus der 1. Regionalliga abstieg. Anschließend schloss er sich den Cuxhaven Baskets (erst 1., dann 2. Regionalliga) an. Ab 2020 spielte er mit Cuxhaven wieder in der 1. Regionalliga, bis die Saison 2020/21 wegen der COVID-19-Pandemie abgebrochen wurde. Hernach spielte er für den Hamburger Verein St. Pauli Bats in der Stadtliga.

## Erfolge
- 2010: Meisterschaft der ProA mit BBC Bayreuth